# ریچارد کرله
ریچارد کرله (انگلیسی: Richard Carle; ۷ ژوئیهٔ ۱۸۷۱ – ۲۸ ژوئن ۱۹۴۱) یک هنرپیشه اهل ایالات متحده آمریکا بود. او  همچنین به عنوان نمایشنامه نویس و کارگردان صحنه فعالیت داشت.
از فیلم‌ها یا برنامه‌های تلویزیونی که وی در آن نقش داشته‌است می‌توان به شکوه صبح، خطرناک، یک ساعت با تو و بانویی برای عشق ورزی اشاره کرد.